# Manfred Schoch

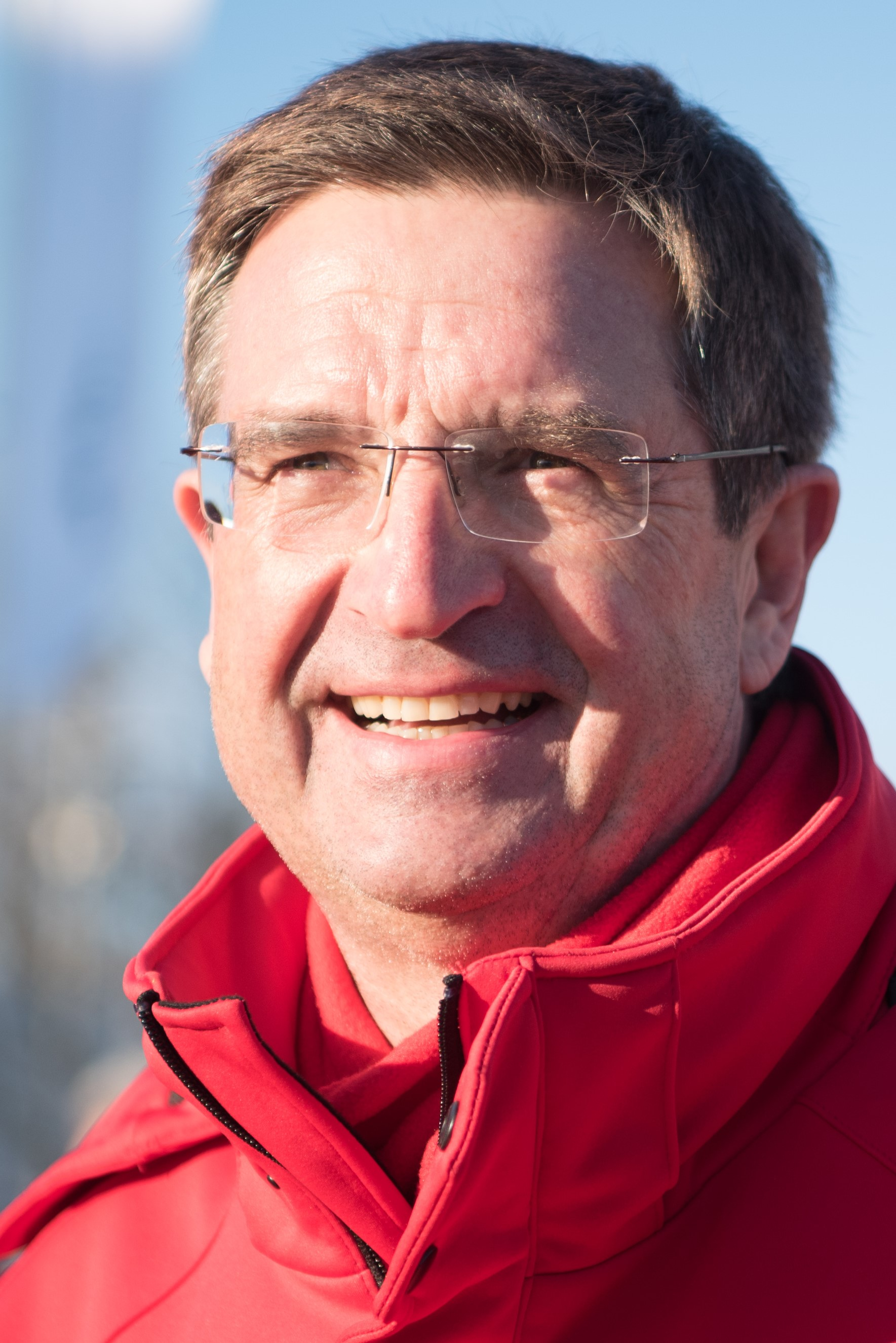
Manfred Schoch

Manfred Schoch (* 22. Oktober 1955 in Schwäbisch Hall) ist ein deutscher Gewerkschafter (IG Metall). Schoch war bis März 2022 Vorsitzender des Betriebsrates am Standort München sowie des Gesamt- und Eurobetriebsrates, bis Dezember 2022 war er stellvertretender Vorsitzender des Aufsichtsrates der BMW AG.

## Leben
Schoch trat nach Abschluss seines Studiums als Diplom-Wirtschaftsingenieur an der Universität Karlsruhe (TH) 1980 als Trainee in die BMW AG ein. Nach der 18-monatigen Traineezeit wurde Schoch Assistent des damaligen Gesamtbetriebsratsvorsitzenden Kurt Golda. 1987 löste er Golda als Betriebsratsvorsitzender am Standort München und im Anschluss als Gesamtbetriebsratsvorsitzender ab.
Bei der Einführung einer Vielzahl unterschiedlichster Arbeitszeitmodelle in der BMW AG hat sich Schoch einen Ruf als effizienter Arbeitszeitexperte erworben. Beispielsweise konnte durch ein von ihm 2001 erarbeitetes komplexes Arbeitszeitmodell der Kostennachteil gegenüber ausländischen Standorten kompensiert und so die Entscheidung für ein neues BMW-Werk in Leipzig gefällt werden.
Ein besonderes Anliegen Schochs ist die Reduzierung der Leiharbeiterquote. 2012 konnte er im Rahmen der Betriebsvereinbarung „Strategische Flexibilität der BMW AG“ zur Bewältigung von Nachfragereduzierungen ohne Abbau der Stammbelegschaft, u. a. die Festschreibung einer maximalen Leiharbeiterquote sowie die Übernahme von rund 3000 Leiharbeitern bei der BMW AG erreichen.
Einen weiteren Schritt zur Flexibilisierung der Arbeitszeit bei BMW erreichte der Betriebsrat München unter Schoch Anfang 2014. Mit der auch über die Automobilindustrie hinaus beachteten Betriebsvereinbarung zur „BMW Mobilarbeit“ wurde eine ortsungebundene und zeitflexible Form der Telearbeit eingeführt, die sich insbesondere durch das explizite Recht auf Nichterreichbarkeit gegenüber anderen Modellen der Telearbeit abhebt.
Die Betriebsvereinbarung zur BMW Mobilarbeit wurde mit dem Personalmanagement Award des Bundesverbandes der Personalmanager und dem „Deutschen Betriebsräte-Preis 2014“ in Gold ausgezeichnet.
Bereits Anfang 2016 gab er in einem Porträt in der FAZ bekannt, bei den nächsten Betriebsratswahlen 2018 erneut anzutreten.
Mit seiner Liste „Team IG Metall BMW – Manfred Schoch“ erzielte er bei der Betriebsratswahl im März 2018 knapp 86 Prozent der Mandate und hat dabei alle vier hinzugekommene Mandate des auf 63 Mitglieder gewachsenen Betriebsratsgremiums gewonnen.
Im Mai 2018 warnte Schoch nachdrücklich davor, die Technologieführerschaft in der Elektromobilität China zu überlassen. In diesem Zusammenhang forderte er die europäische Autoindustrie auf, auch eigene Batteriefabriken zu bauen, um diese Technologie und den erheblichen Wertschöpfungsanteil in Europa zu behalten: „Wer diese Zukunftstechnik nicht beherrscht, der ist irgendwann weg vom Fenster.“
Schoch war dienstältester Gesamtbetriebsratsvorsitzender in der deutschen Automobilindustrie.
Schoch sagte im Rahmen der Diskussion um die Kollektivierungsvorschläge von Kevin Kühnert: „Für Arbeiter deutscher Unternehmen ist diese SPD nicht mehr wählbar“, obwohl die „Überführung von Schlüsselindustrien und anderen markt- und wirtschaftsbeherrschenden Unternehmungen in Gemeineigentum“ erklärtes Ziel der IG Metall ist.

## Auszeichnungen
- 2002: Bundesverdienstkreuz am Bande
- 2007: Bayerischer Verdienstorden[15]